# MASTERLINK
마스터링크(영어: MASTERLINK, 일본어: マスターリンク)는 일본의 싱어송라이터이자, 기타리스트인 나루를 중심으로 하는 3인조 일렉트로니카 그룹이다.

## 앨범

### 싱글 앨범
- 《Traveling》(2010)
- 《SUPER SPEED E.P.》(2010)
- 《Confusion E.P.》(2011)

### 정규 앨범
- 《Muziiic Store》(2010)